# Larissa Bogoraz
 (mai 2025).
Si vous disposez d'ouvrages ou d'articles de référence ou si vous connaissez des sites web de qualité traitant du thème abordé ici, merci de compléter l'article en donnant les références utiles à sa vérifiabilité et en les liant à la section « Notes et références ».
Larissa Bogoraz, née à Kharkiv le 8 août 1926 et morte à Moscou le 6 avril 2004, est une linguiste et dissidente soviétique, puis russe.

## Biographie
Elle a participé à la manifestation du 25 août 1968 pour protester contre l’invasion de la Tchécoslovaquie.